# (99976) 1981 EZ6
(99976) 1981 EZ6 es un asteroide perteneciente al cinturón de asteroides descubierto por Schelte John Bus el 6 de marzo de 1981 desde el Observatorio de Siding Spring. 

## Designación y nombre
Designado provisionalmente como 1981 EZ6. 

## Características orbitales
1981 EZ6 está situado a una distancia media de 2,396 ua, pudiendo alejarse un máximo de 2,981 ua y acercarse un máximo de 1,810 ua. Tiene una excentricidad de 0,224. 

## Características físicas
Este asteroide tiene una magnitud absoluta de 16,1. 